# Samaja samaja
Samaja samaja (in russo Самая самая?) è un singolo del cantante russo Egor Krid, pubblicato il 9 settembre 2014 come terzo estratto dal primo album in studio Cholostjak.
È stato riconosciuto nella categoria di miglior canzone ai premi di RU.TV.

## Video musicale
Il video musicale, diretto da Aleksej Kuprijanov, è stato reso disponibile il 9 ottobre 2014 attraverso il canale YouTube dell'etichetta.

## Tracce
Testi e musiche di Egor Nikolaevič Bulatkin, Gleb E. V. e M. Rešetnjak.
1. Samaja samaja – 3:56

## Formazione
- Egor Krid – voce
- Palagin – produzione

## Classifiche

### Classifiche settimanali
| Classifica (2015-24) | Posizione massima |
| -------------------- | ----------------- |
| Kazakistan           | 141               |
| Moldavia             | 104               |
| Russia               | 2                 |
| Ucraina              | 5                 |

### Classifiche di fine anno
| Classifica (2014) | Posizione |
| ----------------- | --------- |
| Russia            | 107       |
| Classifica (2015) | Posizione |
| Russia            | 16        |
| Ucraina           | 13        |
| Classifica (2016) | Posizione |
| Ucraina           | 102       |

### Classifiche di fine decennio
| Classifica (2010-19) | Posizione |
| -------------------- | --------- |
| Russia               | 28        |